# Ridderanolis
De ridderanolis of reuzenanolis (Anolis equestris) is een hagedis uit de familie anolissen (Dactyloidae).

## Naamgeving en indeling

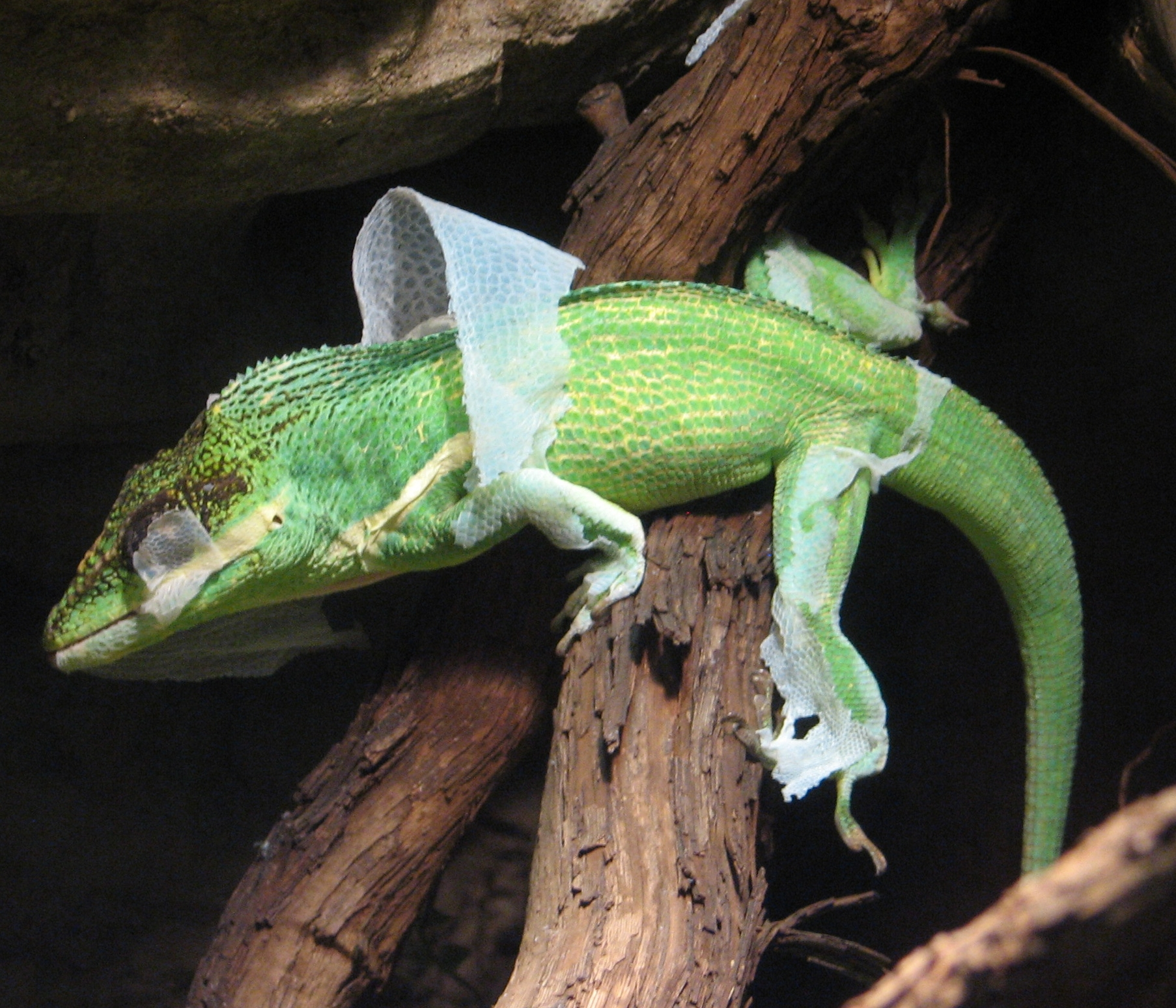
A. e. equestris, vervellend exemplaar in de dierentuin van Cincinnati.

De soort werd voor het eerst wetenschappelijk beschreven door Blasius Merrem in 1820. Later werd de naam Xiphosurus equestris gebruikt. De naam 'ridderanolis' wordt ook gebruikt in andere talen, zoals het Engelse 'knight anole', het Franse 'anolis chevalier' en het Duitse 'ritteranolis'.
De ridderanolis is van de meeste andere soorten anolissen makkelijk te onderscheiden door zijn lichaamsgrootte, de grove schubben en de stekelkam op de rug, staart en kop. Er zijn echter een aantal uitzonderingen die op de ridderanolis lijken. Deze groep van anolissen wordt wel aangeduid met de naam 'ridderanolissen' of 'reuzenanolissen'. In de Engelse taal wordt de naam 'crown giants' (kruin-giganten) gebruikt. Voorbeelden zijn de soorten Anolis baracoae, Anolis luteogularis, Anolis noblei, Anolis smallwoodi en Anolis pigmaequestris. Deze anolissen zijn sterker aan de ridderanolis verwant dan aan andere anolissen. Ze delen niet alleen ongeveer dezelfde uiterlijke kenmerken maar ook de levenswijze in boomkruinen komt bij al deze soorten voor. Deze soorten worden hierdoor samen met de ridderanolis tot een apart ondergeslacht gerekend; Deiroptyx, naast alle andere groepen van anolissen. Voorbeelden van andere ondergeslachten van anolissen zijn de 'boomstamanolissen' (Ctenonotus) en de 'grasanolissen' (ondergeslacht Chamaelinorops).

### Ondersoorten
De ridderanolis kent elf verschillende ondersoorten die verschillen in kleur en tekening en daarnaast in het verspreidingsgebied.
| Ondersoorten van de ridderanolis | Ondersoorten van de ridderanolis | Ondersoorten van de ridderanolis                         |
| -------------------------------- | -------------------------------- | -------------------------------------------------------- |
| Naam                             | Auteur                           | Verspreidingsgebied                                      |
| A. e. brujensis                  | Garrido, 2001                    | Cuba (Sabana-Camagüey Archipel)                          |
| A. e. buidei                     | Schwartz & Garrido, 1972         | Cuba (Matanzas)                                          |
| A. e. cincoleguas                | Garrido, 1981                    | Cuba (Matanzas)                                          |
| A. e. cyaneus                    | Garrido & Estrada, 2001          | Cuba (Sabana-Camagüey Archipel)                          |
| A. e. equestris                  | Schwartz & Garrido, 1972         | Cuba (westelijke deel van Pinar del Río tot Villa Clara) |
| A. e. juraguensis                | Merrem, 1820                     | Cuba (Cienfuegos)                                        |
| A. e. persparsus                 | Schwartz & Garrido, 1972         | Cuba (Sancti Spíritus, Villa Clara)                      |
| A. e. potior                     | Schwartz & Thomas, 1975          | Cuba (Sabana-Camagüey Archipel)                          |
| A. e. sabinalensis               | Garrido & Moreno, 2001           | Cuba (Sabana-Camagüey Archipel)                          |
| A. e. thomasi                    | Schwartz, 1958                   | Cuba (Ciego de Ávila, Camagüey)                          |
| A. e. verreonensis               | Schwartz & Garrido, 1972         | Cuba (Granma)                                            |

## Verspreiding en habitat
De ridderanolis komt oorspronkelijk endemisch voor op Cuba. De hagedis is door de mens uitgezet in de Verenigde Staten in de staat Florida. De hagedis is hier een exoot die zich succesvol voortplant en komt tegenwoordig voor in de county's Broward County, Miami-Dade County en Palm Beach County.
De ridderanolis is vrij recent (waarschijnlijk in 2012) geïntroduceerd op het eiland Saint-Barthélemy. De hagedis is vermoedelijk meegekomen met geïmporteerde planten afkomstig uit Florida. De soort werd in 2013 voor het eerst op het eiland aangetroffen.
De anolis is ook terecht gekomen op Hawaï, meer specifiek het eiland Oahu. Hier zijn enkele populaties bekend van de noordoostelijke kuststreek. De ridderanolis wordt hier als een bedreiging van de lokale fauna gezien. De plaatselijke overheid probeert de hagedis te bestrijden door hoge boetes en zelfs gevangenisstraffen te eisen als men zonder vergunning een ridderanolis bezit.
De habitat van de ridderanolis bestaat uit bossen en savanneachtige gebieden met bomen maar ook in sterk gecultiveerde gebieden kan de hagedis worden aangetroffen. Voorbeelden van dergelijke door de mens aangepaste omgevingen zijn parken en brede straten met bomen. De microhabitat bestaat uit de kruinen van grote bomen waar de hagedis leeft tussen de bladeren. De ridderanolis heeft een voorkeur voor de kruin van loofbomen zoals palmen.

## Uiterlijke kenmerken
De ridderanolis is van alle anolissen de grootste soort, de kopromplengte is ongeveer achttien centimeter. De mannetjes worden wat groter dan vrouwtjes en hebben een lichaam van ongeveer negentien cm terwijl vrouwtjes rond de zeventien cm blijven. De staart is echter meer dan twee keer zo lang als het lichaam en de totale lichaamslengte kan bij vrouwtjes oplopen tot vijftig cm en de mannetjes bereiken een lengte tot 55 cm. De staart is iets zijwaarts afgeplat en draagt een zaagachtige kam van driehoekige schubben.

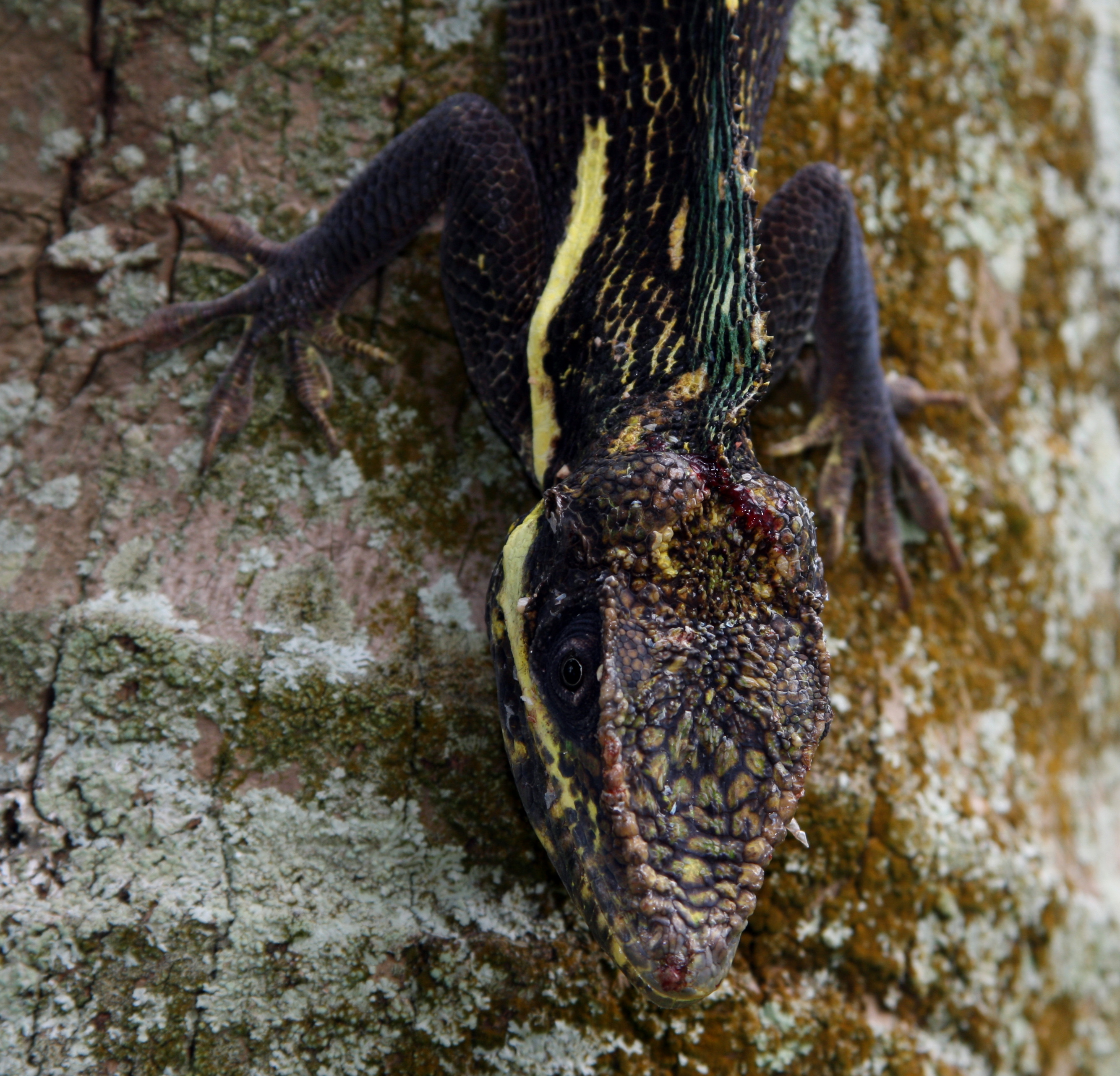
Kop van een mannetje met bijtwonden.

De kop is relatief groot en langwerpig van vorm -gezien vanaf de bovenzijde- de snuit is enigszins wigachtig. De ogen zijn relatief groot en vallen op door de uitstekende oogomgeving. Mannetjes hebben een bredere kop dan vrouwtjes. Op de kop is aan beide zijden een kam aanwezig die loopt van de neuspunt over het oog tot in de nek. Op de nek vloeien de kammen samen en vormen een enkele kam die kan worden opgezet om te imponeren.
Het is een grote en stevig gebouwde soort, de basiskleur van de ridderanolis is grasgroen met een lichtgroene buik. Typisch is de witte of gelige streep iets vóór iedere voorpoot naar de flank die ook onder het oog terugkomt en een donkere, meestal grijze of bruine plek rond het oog. Anolissen kunnen echter van kleur veranderen en als het dier opgewonden is kleurt het naar donkerbruin tot bruinzwart. Deze kleuromslag komt voor als twee mannetjes elkaar bevechten, als de hagedis wordt bedreigd door een vijand of tijdens de paring. Mannetjes hebben een gele tot roze keelwam die wordt getoond als het dier communiceert met soortgenoten. De keelwam van het mannetje is ongeveer even groot als die van het vrouwtje. Mannetjes zijn ook te onderscheiden door de bredere staartwortel.
De poten zijn erg krachtig en kunnen worden gebruikt om van boom naar boom te springen. Zoals veel anolissen heeft deze soort verbrede delen onder de vingers en tenen om het hechtoppervlak te vergroten. Deze verbreding is op ongeveer het midden gelegen en is langwerpig van vorm. Aan de onderzijde zijn de lamellae of hechtkussentjes te zien. Dit zijn lamel-achtige rijen die zeer kleine haartjes dragen die voor het blote oog niet zichtbaar zijn. Deze haartjes vergroten het hechtoppervlak zodanig dat de anolis loodrecht tegen glas kan klimmen. Aan het einde van de vingers en tenen is een duidelijk klauwtje aanwezig.

## Voedsel en vijanden
Het voedsel bestaat voornamelijk uit insecten en spinnen, met name grotere exemplaren. Daarnaast worden verschillende gewervelde dieren gegeten, zoals kikkers, hagedissen en jonge vogels. Een klein deel van het voedsel bestaat uit plantendelen zoals bloemen en vruchten.
Belangrijke vijanden van de ridderanolis zijn roofvogels, slangen en verwilderde huisdieren zoals katten. De anolis vertoont agressief gedrag naar vijanden als slangen, waarbij ze donker kleuren en de bek driegend opensperren. De ridderanolis heeft krachtige kaken en kan pijnlijk bijten indien het dier wordt vastgepakt.

## Voortplanting en ontwikkeling

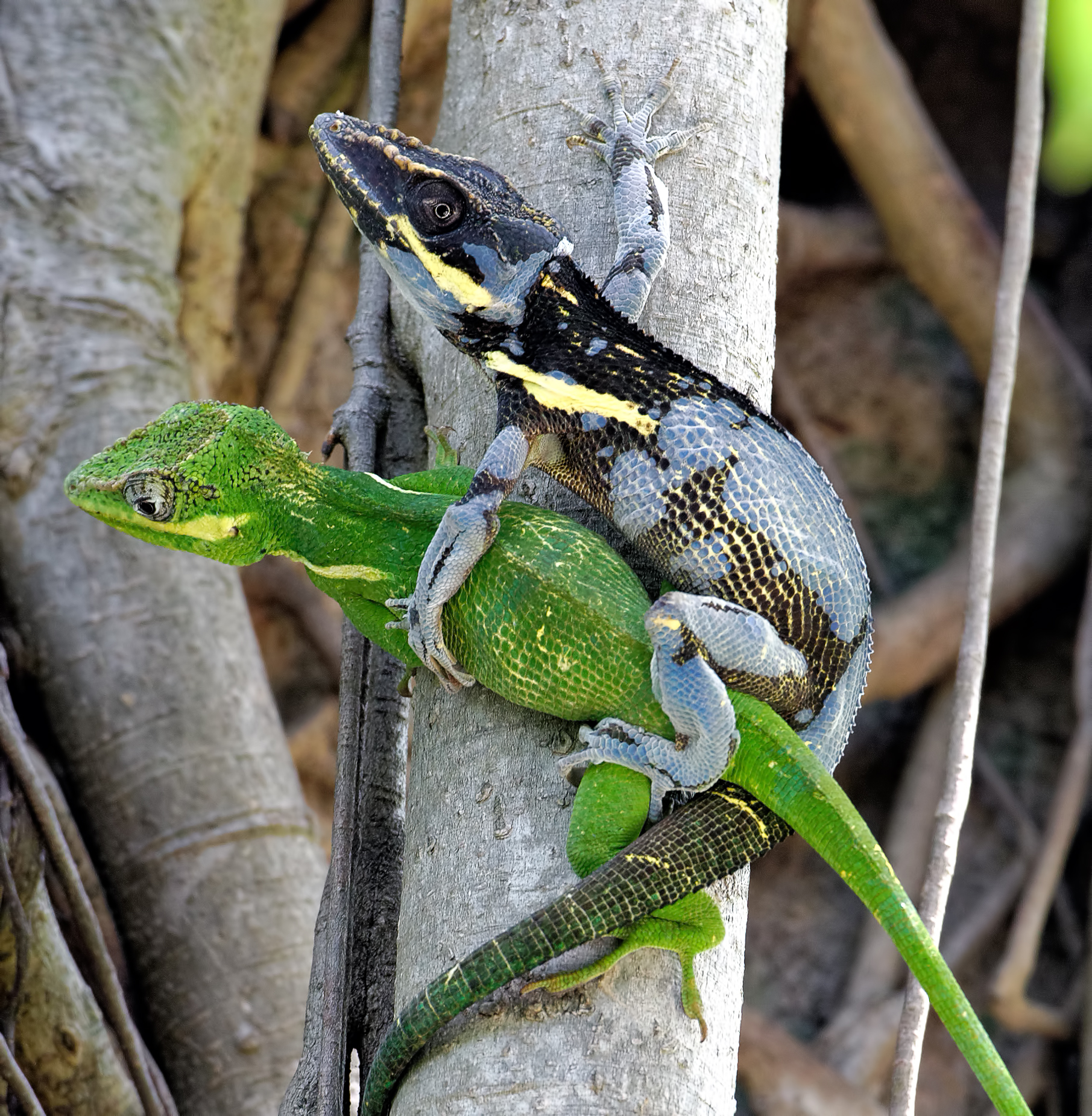
Paring, het mannetje is donker gekleurd.

De paring vindt plaats in de zomer. Mannetjes verdedigen hun territorium fel, met name in de voortplantingstijd. Ze bijten elkaar in de kop en in de poten waarbij bloederige wonden kunnen ontstaan.
De mannetjes maken de vrouwtjes het hof door met de keelwam snel uit- en in te klappen en knikbewegingen te maken met de kop. De mannetjes bijten vervolgens met hun bek in de nekkam van het vrouwtje om zich te ankeren en brengen hun cloaca tegen die van hun partner. Vrouwtjes raken soms beschadigd tijdens de paring door beetwonden van het mannetje.
De anolis is eierleggend, de vrouwtjes zetten tot twaalf eieren per seizoen af. Deze worden meestal een voor een in de bodem begraven, soms worden twee eieren afgezet. Deze zijn langwerpig van vorm en hebben een afmeting van ongeveer 18 bij 25 millimeter. De incubatietijd is afhankelijk van de omgevingstemperatuur en varieert van ongeveer twee tot drie maanden.
Juvenielen zijn lichtgroen, hebben lichtere heldere dwarsstrepen op de rug en een naar verhouding grote kop en ogen. De strepentekening vervaagt naarmate de dieren ouder worden. Als ze net uit het ei kruipen is het lichaam ongeveer vijf centimeter lang, de staart is dan negen cm. De juvenielen zijn na 15 maanden tot twee jaar volwassen.

## In gevangenschap
Over de levenswijze is veel bekend omdat de dieren populair zijn in terraria. De ridderanolis is een gewilde soort in de handel in exotische dieren. Vaak wordt het dier aangeboden als een geschikte beginnerssoort maar het houden van een ridderanolis in gevangenschap moet niet worden onderschat.
Vanwege de lichaamslengte tot ongeveer een halve meter dient de behuizing ruim te zijn en bovendien hoog vanwege de klimmende levenswijze. Mannetjes zijn bovendien zeer agressief naar elkaar. De ridderanolis kan in gevangenschap een leeftijd bereiken van meer dan acht jaar.